# 야마모토 나쓰히코
야마모토 나쓰히코(일본어: 山本 夏彦, 1915년 6월 15일~2002년 10월 23일)는 일본의 수필가이자 편집자이다. 새로운 역사 교과서를 만드는 모임 결성 기자 회견에서 발표한 “이번에 검정을 통과한 7개 중학교 교과서는 증거가 불충분한 채 종군 위안부의 강제연행설을 함께 채용했다”는 성명의 호소인 9명 중 한 명이다.